# Ларго Винч: Заговор в Бирме
«Ларго Винч: Заговор в Бирме» (англ. Largo Winch: The Burma Conspiracy) — фильм-сиквел «Ларго Винч: Начало» режиссёра Жерома Салля. Мировая премьера — 16 февраля 2011 года.

## Сюжет
После убийства приёмного отца Ларго Винч становится президентом группы компаний «W Group». Но роль управленца огромной корпорации не подходит Ларго. Он объявляет о продаже «W Group» и создании гуманитарного фонда, который возглавит старый друг его отца. В день, когда договор подписан, Ларго обвиняют в преступлениях против человечности и финансировании режима бирманского генерала Мина.
Чтобы узнать, кто стоит за ложными обвинениями, Ларго Винч отправляется в Бирму и встречает там свою бывшую возлюбленную Малунай, которая поможет раскрыть заговор.

## В ролях
| Актёр                  | Роль                   |
| ---------------------- | ---------------------- |
| Томер Сислей           | Ларго Винч             |
| Шэрон Стоун            | Диана Франкен          |
| Анатоль Таубман        | Бомон                  |
| Мики Манойлович        | Нерио Винч             |
| Ульрих Тукур           | Дуайт Кошран           |
| Вероника Розати        | Анна                   |
| Дмитрий Назаров        | Вирджил Назачов        |
| Оливер Бартелеми       | Симон Овронназ         |
| Напакпапха Накпраситте | Малунай                |
| Лоран Терзиефф         | Александр Юнг          |
| Клеменс Шик            | Драган Лазаревич       |
| Рон Смуренбург         | наёмник                |
| Чарли Дюпон            | любовник Дианы Франкен |
| Николас Воде           | Готье                  |
| Тони Аруна Эбби        | помощник Хансона       |
| Байрон Гибсон          | пилот-наёмник          |
| Оливия Джексон         | Хлоя                   |
| Элизабет Беннетт       | мисс Пеннивинкл        |
| Соня Кулинг            |                        |

## Прокат
В Бельгии и Франции на экраны кинотеатров фильм вышел 16 февраля 2011 года, в ОАЭ, России и на Украине — 10 марта 2011 года, в Таиланде — 9 июня 2011 года, в Китае — 12 февраля 2012 года.